# Walter Rodekamp
Walter Rodekamp (* 13. Januar 1941 in Hagen; † 10. Mai 1998 ebenda) war ein deutscher Fußballspieler. Die kraftvolle Sturmspitze spielte zumeist Mittelstürmer oder auf Linksaußen und brachte es von 1964 bis 1968 bei Hannover 96 auf 123 Spiele in der Fußball-Bundesliga, in denen er 38 Tore erzielte. Im Mai und Juni 1965 kam er unter Bundestrainer Helmut Schön zu drei Einsätzen in der Fußballnationalmannschaft und erzielte ein Tor.

## Leben und Karriere
Der junge Angreifer begann bei seinem Heimatverein SSV Hagen 1952 in der Jugend mit seiner fußballerischen Laufbahn. Mit 20 Jahren sammelte er in der Saison 1960/61 Erfahrung in der 2. Liga West; das Offensivtalent kam auf 26 Einsätze und erzielte dabei für den Absteiger acht Tore. Nach dem vierten Rang 1961/62 in der Verbandsliga Westfalen, Gruppe 2, nahm er das Angebot vom FC Schalke 04 aus der erstklassigen Oberliga West an und wechselte nach Gelsenkirchen. Der Start in das letzte Jahr der alten erstklassigen Oberliga West 1962/63 glückte: Unter Trainer Georg Gawliczek absolvierte der Neuzugang aus Hagen die zwei ersten Hinrundenspiele gegen Bayer Leverkusen (2:2) und Schwarz-Weiß Essen (2:1); er stürmte dabei jeweils auf Linksaußen an der Seite der Sturmkollegen Reinhard Libuda, Waldemar Gerhardt, Willi Koslowski und Werner Ipta. Eine schwere Gehirnerschütterung warf den Brechertyp mit Schusskraft und Kopfballstärke dann aber aus der Bahn. Lediglich der Einsatz am 10. April 1963 bei einer 0:1-Auswärtsniederlage beim TSV Marl-Hüls folgte noch. Im Rundenverlauf hatte Karl-Heinz Bechmann überwiegend die linke Flügelposition eingenommen. Nach drei Oberligaeinsätzen wurde der Vertrag in Schalke aufgelöst und Rodekamp nahm das Angebot von Hannover 96 aus der Regionalliga Nord zur Saison 1963/64 an.
Im ersten Jahr in der Regionalliga Nord, der damals zweithöchsten Spielklasse, schoss er 33 Tore in 33 Spielen und war somit ein herausragender Spieler des Vizemeisters. In der Bundesligaaufstiegsrunde machte der kraftvolle Torjäger mit sieben weiteren Toren in sechs Spielen auch überregional auf sich aufmerksam. Die Mannschaft von Trainer Helmut Kronsbein setzte sich mit 10:2 Punkten durch und schaffte den Aufstieg in die Bundesliga. Die Neuzugänge zum Rundenstart mit Werner Gräber, Horst Podlasly und Rodekamp hatten sich als wertvolle Verstärkungen herausgestellt. Rodekamp hatte die Regionalligasaison mit drei Treffern beim Startspiel am 11. August 1963 bei Victoria Hamburg (4:0) begonnen.
Auch in die Bundesliga startete Rodekamp eindrucksvoll: Er erzielte am 22. August 1964 (1. Spieltag) beim 2:0-Sieg im Auswärtsspiel gegen Borussia Dortmund die ersten beiden Bundesligatore für Hannover 96. Im Debütjahr in der Bundesliga (1964/65) gelang den Hannoveranern als Aufsteiger der Sprung auf den 5. Platz der Bundesliga-Abschlusstabelle, woran Rodekamp als Stammspieler wiederum in 30 Ligaeinsätzen mit elf Toren Anteil hatte. Als herausragend galt seine Schusskraft und bekannt wurden zu jener Zeit die Fangesänge: "Oh Rodekamp! Oh Rodekamp! Wie schön sind deine Tore!" zur Melodie von Oh Tannenbaum. Im zweiten Bundesligajahr 1965/66 konnte er seine Trefferquote auf 13 Tore steigern, sein Verein musste sich aber mit dem 12. Rang zufriedengeben. Danach übernahm Horst Buhtz das Traineramt in Hannover. Nach dem neunten Rang 1966/67 wurde vom Präsidium mit den Neuzugängen Jupp Heynckes und Josip Skoblar kräftig zur Saison 1967/68 aufgerüstet. Rodekamp kam in dieser Runde in 32 Spielen auf fünf Tore und Hannover belegte im Mittelfeld den 10. Rang. Nach fünf Runden in Hannover zog es den Stürmer nach Belgien.
Seine Karriere ließ er von 1968 bis 1974 bei RFC Lüttich und Berchem Sport in Antwerpen ausklingen.

## Auswahlberufungen
Helmut Schön führte am 17. Februar 1965 in Duisburg ein Testspiel mit einer DFB-Auswahl gegen Chelsea London durch. Vor 30.000 Zuschauern verlor die DFB-Formation in der Angriffsbesetzung mit Rudi Brunnenmeier, Heinz Strehl, Uwe Seeler, Werner Krämer und Walter Rodekamp den Test mit 0:1. Vom 8. bis 13. März gehörte der Angreifer von Hannover 96 dem Kader der Nationalmannschaft zum Vorbereitungslehrgang für das Länderspiel in Hamburg am 13. März gegen Italien (1:1) an, zum Einsatz kam er aber noch nicht. Dafür führte er am 10. März als Mittelstürmer den Angriff der B-Nationalmannschaft an, die sich mit einem 1:1 gegen die Niederlande trennte. In der Offensive wurde Rodekamp dabei von Rudolf Nafziger, Lothar Ulsaß, Günter Netzer, Franz Beckenbauer und Gerhard Zebrowski begleitet. Am 12. Mai bei einer 0:1-Heimniederlage gegen England in Nürnberg debütierte der Sturmführer des Bundesliganeulings. Der Angriff wurde vom Bundestrainer mit Karl-Heinz Thielen, Werner Krämer, Rodekamp, Wolfgang Overath und Heinz Hornig bestückt. Sein zweites Länderspiel bestritt Rodekamp am 26. Mai in Basel beim 1:0-Auswärtssieg gegen die Schweiz, wo ihm in der 43. Minute mit einem Kopfball der Siegtreffer glückte. Am Saisonende 1964/65 führte der DFB eine Reise nach Südamerika durch mit einem Länderspiel am 6. Juni in Rio de Janeiro beim damaligen amtierenden Weltmeister Brasilien. Der deutsche Angriff in der Besetzung mit Alfred Heiß, Krämer, Rodekamp, Overath (ab der 46. Minute Hans Küppers) und Reinhard Libuda konnte sich bei der 0:2-Niederlage aber nicht durchsetzen. Zu Beginn der Weltmeistersaison 1965/66 kam er bei einem Testspiel der Nationalmannschaft gegen Chelsea London vor 40.000 Zuschauern in Essen (3:2) letztmals mit der Nationalmannschaft in Kontakt. Er agierte als Mittelstürmer und erzielte einen Treffer. Danach wurde er nicht wieder ins Nationalteam berufen. Uwe Seeler kehrte nach Verletzung wieder zurück, die zwei Dortmunder Sigfried Held und Lothar Emmerich spielten sich ins Team und Italienlegionär Helmut Haller verstärkte ebenfalls die Offensive der Schön-Schützlinge.

## Nach der Karriere
Von 1974 bis 1983 betrieb Walter Rodekamp das Vereinsheim des TuS Kleefeld in Hannover-Kleefeld.
Rodekamp war schwer alkoholkrank und deshalb nur bedingt arbeitsfähig (u. a. wurde er als Kranfahrer beschäftigt), bevor er 1998 starb. Seine Neigung zum Alkohol war bekannt, er selbst machte nie einen Hehl aus seiner Krankheit.

## Ehrungen
- 2010: Benennung des Platzes vor dem Haupteingang der heutigen HDI-Arena im Sportpark Hannover in Walter-Rodekamp-Platz[3]